# Tomwool Lake
Tomwool Lake är en sjö i Kanada.   Den ligger i Timiskaming District och provinsen Ontario, i den sydöstra delen av landet, 500 km nordväst om huvudstaden Ottawa. Tomwool Lake ligger 341 meter över havet. Arean är 0,33 kvadratkilometer. Den sträcker sig 1,4 kilometer i nord-sydlig riktning, och 0,4 kilometer i öst-västlig riktning.
I omgivningarna runt Tomwool Lake växer i huvudsak blandskog. Trakten runt Tomwool Lake är nära nog obefolkad, med mindre än två invånare per kvadratkilometer.